# 纳瓦克塞拉
纳瓦克塞拉，是西班牙卡斯蒂利亚-莱昂阿维拉省的一个市镇。 总面积9km2, 总人口38人（2001年），人口密度4人/km2。